# Splátkový prodej
Splátkový prodej znamená pořízení si movitého majetku na úvěr přímo u prodejce. Splátkový prodej se nejčastěji používá v situacích, kdy kupující nemá dostatek finančních prostředků na nákup zboží, nábytku, či elektroniky a prodejce nabízí jeho financování pomocí úvěru. Úvěr sice nabízí prodejce daného zboží, nicméně úvěr poskytuje vybraná splátková společnost. 
Splátkový prodej je nabízen jak kamennými obchodníky, tak e-shopy. Právě v rámci e-commerce je na vzestupu, splátky navíc stále častěji doplňuje odložená platba, zastoupená "třetinkou" od největšího českého e-shopu Alza.cz nebo platebními službami Twisto či Skip Pay. 

## Úvěr
Úvěrové produkty používané ve splátkovém prodeji mají podobné parametry, jako standardní spotřební úvěry u bankovních společností. Úrokové sazby a RPSN mohou být od 0 % až k několika desítkám procenta. 

## Obecná pravidla nákupu na splátky
- doporučuje se[kdo?] nakupovat na splátky jeden druh produktu, případně více produktů v jednom místě prodeje.
- snažit se zajistit co nejnižší RPSN a úrok z úvěru. V současné době[kdy?] společnosti nabízí i 0% úročení.

## Podmínky splátkového prodeje
- minimální věk 18 let
- doklady totožnosti
- minimální akontace 10 %
- minimální částka nákupu 3000 Kč
- potvrzení o příjmu, případně čestné prohlášení o dostatečném příjmu.

## Další podmínky splátkového prodeje
- doklad k ověření trvalého pobytu
- u částek vyšších jak 30 000 Kč může být vyžadován ručitel
- maximální výše věku 70 let[zdroj?]
- zaměstnanec nesmí být ve zkušební ani výpovědní době
- zvýšená minimální akontace 20 %